# Chodżencki Uniwersytet Państwowy im. Bobodżana Gafurowa
Chodżencki Uniwersytet Państwowy im. Bobodżana Gafurowa (tadż. Донишгоҳи давлатии Хуҷанд ба номи академик Бобоҷон Ғафуров, ros. Худжандский государственный университет имени академика Бободжана Гафурова) – tadżycka publiczna uczelnia wyższa. 
Uczelnia została założona w 1932 roku jako Wyższy Instytut Pedagogiczny. W 1938 roku, po zmianie nazwy Chodżentu na Leninabad, uczelnia została przemianowana na Leninabadzki Instytut Pedagogiczny, a jej patronem został Siergiej Kirow (Ленинабадский государственный педагогический институт им. С. Кирова). Status uniwersytetu uzyskała w 1991 roku.   

## Struktura organizacyjna
W skład uczelni wchodzą następujące jednostki organizacyjne:
- Wydział Sztuki
- Wydział Grafiki
- Wydział Cybernetyki i Ekonomii Światowej
- Wydział Studiów Środowiskowych
- Wydział Finansów i Ekonomii Rynkowej
- Wydział Języków Obcych
- Wydział Historii
- Wydział Prawa
- Wydział Matematyki
- Wydział Studiów Orientalnych
- Wydział Pedagogiki
- Wydział Fizyki i Techniki
- Wydział Filologii Rosyjskiej
- Wydział Filologii Tadżyckiej
- Wydział Filologii Uzbeckiej